# Aleiodes politiceps
Aleiodes politiceps – gatunek błonkówki z rodziny męczelkowatych.

## Zasięg występowania
Ameryka Północna - notowany w płd.-wsch. części USA (od Wirginii i Florydy na wsch. po Arkansas i Teksas na zach.) oraz w Kostaryce.

## Budowa ciała
Jest to jeden z największych i najłatwiejszych do rozpoznania przedstawicieli rodzaju Aleiodes. Ubarwienie ciała pomarańczowe, zaś skrzydła, czułki, oczy i końcówki nóg (stopa i dolna część goleni) - czarne.

## Biologia i ekologia
Aleiodes politiceps zasiedla różnorodne tereny porośnięte niską roślinnością od otwartych łąk, po leśne podszyty. Imago są aktywne nocą i często przylatują do światła.
Larwy są parazytoidami gąsienic ciem z rodziny sówkowatych, m.in. Anicla infecta i Mythimna unipuncta.